# Teufeleien
Teufeleien sind zwei kleine Erzählungen von Ricarda Huch, die 1897 bei Hermann Haessel in Leipzig erschienen.
Es spukt in der spätmittelalterlichen Schweiz. Damals habe es der Mensch noch für möglich gehalten, dass ihm der Teufel auf dem Markt begegnen könnte. Den Stoff entnahm die Autorin 1895 in der Zürcher Stadtbibliothek der sogenannten Wick'schen Sammlung.

## Inhalt
I
Diese Chronika setzt im April 1583 ein. Nach dem Willen des Erzählers, eines ehemaligen Schulmeisters, der von den Leuten in seiner Stadt Potzmarterle gerufen wird, soll der Text erst nach seinem Tode publik gemacht werden. Denn der Junggeselle, der bei gerichtlichen Verhandlungen das Protokoll führt, fürchtet den Zorn des Bürgermeisters.
An einem jener Apriltage wird Trud, die Tochter des städtischen Seckelmeisters, eines Franzosenhassers, vorgeladen. Der Jungfrau wird ein nächtliches Stelldichein mit dem Teufel und zwar direkt auf der Wiese vor dem väterlichen Hause vorgeworfen. Dieser Fall überfordert den verhandlungsführenden Bürgermeister. Er zieht die beiden Pfarrer der städtischen Blasiuskirche sowie der Anastasiuskirche zu Rate. Ricarda Huch nennt die zwei geistlichen Herren kurzerhand Blasius und Anastasius. Man lässt noch einmal Gnade vor Recht ergehen. Nachdem Trud zugegeben hat, ja, sie habe des Nachts auf ihrer Wiese ein Rendezvous mit dem Teufel gehabt, wird sie ermahnt und freigelassen.
Ein besonders eifriger Kirchgänger ist Potzmarterle nicht. Während der Zeit des sonntäglichen Gottesdienstes begegnet der Säumige am Wiesenrande Trud, wie sie sich neben dem Hause des Seckelmeisters mit dem Junker Claudius von Matten herzt. Potzmarterle ermahnt den Junker, er möge in Frankreich bleiben, denn in der Stadt drohe ihm die Todesstrafe. Das ist dem Junker bekannt. Er hatte verbotenerweise im Umkreis der Stadt ein Regiment für die Franzosen angeworben. Potzmarterle verspricht, die Liebenden nicht zu verraten. Trud gesteht dem Schulmeister, der „Teufel“ sei ihr Schatz, der Junker, gewesen. Sie überredet Potzmarterle, den „Höllenvorgang“ zu wiederholen, um ihre „Liebesfeste“ auf der Gemeindewiese mit dem Junker weiter feiern zu können. Potzmarterle beteiligt sich an dem Spaß. Er spielt den Teufel. Drei Teufelskostüme werden genäht. Während der nächsten „Teufelsnacht“ wird Pfarrer Blasius, der im Auftrage des Stadtrats dem Teufel entgegentreten soll, beim nächtlichen Tanz über die Wiese unsanft ins Gras gestoßen.
Der Bürgermeister muss etwas gegen das erbärmliche Viehsterben unternehmen. Die drei Teufel müssen ausgetrieben werden. Der Bürgermeister bestellt für gutes Geld einen auswärtigen Teufelsbeschwörer. Junker Claudius fängt ihn ab, erlernt seine Kunstgriffe, sperrt ihn in seinem Haus in Frankreich ein und gibt sich selbst als der Teufelsbeschwörer aus.
Der falsche Beschwörer „versagt“. Beim nächsten nächtlichen Tanz auf der Wiese wird Trud vom Teufel geholt. Der Seckelmeister erhält einen Brief aus Frankreich. Darin lügt der Junker Claudius dem verstörten Vater vor, er habe die vom Teufel entführte Trud im Wald aufgefunden und mit heimgenommen. Der Seckelmeister holt seine Tochter ab und dankt dem ehrlichen Finder. Seit der Teufel die Stadt verschont, wird das Vieh wieder gesund. Auf Betreiben des dankbaren Seckelmeisters wird die Verbannung des Junkers aufgehoben. Claudius von Matten kann legal einreisen und Trud heiraten.
Ein ungutes Gefühl beschleicht den Seckelmeister schon, wenn er an die Geburt von Truds erstem Kinde denkt. Wird sie einen kleinen Teufel gebären? Immerhin war sie mit dem Bösen auf der Aprilwiese vor dem Haus zusammen gewesen. Dem Schwiegersohn darf diese Geschichte nicht zu Ohren kommen! Da trifft es sich gut, dass das junge Paar im Haus des Junkers in Frankreich leben möchte.
Ein Happy End gibt es nicht. Nach mehreren glücklichen Ehejahren fällt der Junker auf dem Schlachtfelde und Trud stirbt wenig danach „plötzlich“.
II
Der Ich-Erzähler, das ist der Stadtmaler Liborius, erhält Konkurrenz. Ein Fremdling namens Peter lässt sich in der Stadt nieder. Diesen üblen Kleckser will der Teufel zu einem berühmten Malermeister machen. Dafür wartet auf Peter nach seinem Tode die Hölle. Maipeter wird dieser Stümper eines Käferbildes wegen genannt. Sobald Maipeter eine neue Leinwand bekleckst hat, macht der Teufel in der darauffolgenden Nacht etwas Besonderes daraus. Liborius hat selbst zugeschaut. Mit seinem feurigen Pinsel gibt der Teufel dem Gemälde „ein ganz eigenes und verruchtes Ansehen“. Knisternd sprühen von dem schwarzen Pinsel die Funken ab. Zu allem Überfluss lässt sich auch noch des Pfarrers Tochter, die Jungfrau Ludovika, das ist Liboriusens Braut, vom Maipeter porträtieren. Der Bräutigam ist dagegen. Trotzig und verstockt setzt Ludovika ihren Willen durch. Natürlich vollendet der Teufel das Porträt. Jeder, der das Teufelswerk anschaut, wird verblendet und charakterlich zerrüttet. Ludovikas Vater, der Pfarrer, lässt sich mit anderen Männern malen. Nach ein paar Tagen erscheint die Gesellschaft auf dem „Unheilsgemälde“ „mit höllischer Niedertracht verdreht und verteufelt“. Das Beste auf dem Bild ist die Leerstelle, die der Teufel für Liborius gelassen hat.
Alle Porträtierten – sogar der Pfarrer – möchten von ihrem gottgefälligen Lebenswandel nichts mehr wissen und degenerieren zu „gottvergessenem Gesindel“. Der Maipeter spannt dem Ich-Erzähler die Braut aus. Während der Hochzeit fährt der Teufel nieder und verbrennt die Hochzeitsgesellschaft in dem hölzernen Tanzhaus.

## Rezeption
- Die erste der beiden Geschichten habe ursprünglich Eine Teufelei. Nachgelassene Schriften des Staatsschreibers Potzmarterle geheißen. Die Teufelserscheinung darin ist in eine witzige Handlung verpackt.[5]
- Sprengel[6] zählt die Teufeleien zu der Prosa, in der Ricarda Huch Kellers Seldwyla wiederauferstehen lässt.

## Buchausgaben
Erstausgabe
- Ricarda Huch. Teufeleien (enthält noch: Der Mondreigen von Schlaraffis. Haduvig im Kreuzgang). H. Haessel, Leipzig 1897, Leinwand, Titel in Goldprägung, 112 Seiten[7][8]

Andere Ausgaben
- Ricarda Huch: Die Goldinsel und andere Erzählungen. Ausgewählt und mit einem Nachwort versehen von Wolfgang Brekle (enthält: Die Goldinsel. Die Hugenottin. Teufeleien. Patatini. Fra Celeste. Der Weltuntergang. Das Judengrab. Der letzte Sommer). Union Verlag, Berlin 1972 (Lizenzgeber: Atlantis Verlag, Freiburg im Breisgau und Insel Verlag, Frankfurt am Main), 376 Seiten (verwendete Ausgabe)